# 阿姆斯特丹 (加利福尼亞州)
阿姆斯特丹（英語：Amsterdam）是位於美國加利福尼亞州默塞德縣的一個非建制地區。該地的面積和人口皆未知。

## 地理
阿姆斯特丹的座標為37°25′49″N 120°32′32″W / 37.43028°N 120.54222°W，而該地的平均海拔高度為67米（即220英尺）。